# Selecció de futbol de Nicaragua
La selecció de futbol de Nicaragua representa a Nicaragua a les competicions internacionals de futbol. És controlada per la Federació Nicaragüenca de Futbol.

## Història
El primer partit internacional de Nicaragua fou a El Salvador, amb derrota 9–0 l'1 de maig de 1929. El següent partit fou dins del Campionat de la CCCF de 1941, on es classificà en darrera posició del seu grup.

## Participacions en la Copa del Món
Campions      Finalistes      Tercers      Quarts
Un requadre vermell indica que eren amfitrions del campionat.
| Historial a la Copa del Món | Historial a la Copa del Món | Historial a la Copa del Món | Historial a la Copa del Món | Historial a la Copa del Món | Historial a la Copa del Món | Historial a la Copa del Món | Historial a la Copa del Món | Historial a la Copa del Món |
| Edició                      | Ronda                       | Posició                     | PJ                          | PG                          | PE                          | PP                          | GF                          | GC                          |
| --------------------------- | --------------------------- | --------------------------- | --------------------------- | --------------------------- | --------------------------- | --------------------------- | --------------------------- | --------------------------- |
| 1930                        | No hi participà             | No hi participà             | No hi participà             | No hi participà             | No hi participà             | No hi participà             | No hi participà             | No hi participà             |
| 1934                        | No hi participà             | No hi participà             | No hi participà             | No hi participà             | No hi participà             | No hi participà             | No hi participà             | No hi participà             |
| 1938                        | No hi participà             | No hi participà             | No hi participà             | No hi participà             | No hi participà             | No hi participà             | No hi participà             | No hi participà             |
| 1950                        | No hi participà             | No hi participà             | No hi participà             | No hi participà             | No hi participà             | No hi participà             | No hi participà             | No hi participà             |
| 1954                        | No hi participà             | No hi participà             | No hi participà             | No hi participà             | No hi participà             | No hi participà             | No hi participà             | No hi participà             |
| 1958                        | No hi participà             | No hi participà             | No hi participà             | No hi participà             | No hi participà             | No hi participà             | No hi participà             | No hi participà             |
| 1962                        | No hi participà             | No hi participà             | No hi participà             | No hi participà             | No hi participà             | No hi participà             | No hi participà             | No hi participà             |
| 1966                        | No hi participà             | No hi participà             | No hi participà             | No hi participà             | No hi participà             | No hi participà             | No hi participà             | No hi participà             |
| 1970                        | No hi participà             | No hi participà             | No hi participà             | No hi participà             | No hi participà             | No hi participà             | No hi participà             | No hi participà             |
| 1974                        | No hi participà             | No hi participà             | No hi participà             | No hi participà             | No hi participà             | No hi participà             | No hi participà             | No hi participà             |
| 1978                        | No hi participà             | No hi participà             | No hi participà             | No hi participà             | No hi participà             | No hi participà             | No hi participà             | No hi participà             |
| 1982                        | No hi participà             | No hi participà             | No hi participà             | No hi participà             | No hi participà             | No hi participà             | No hi participà             | No hi participà             |
| 1986                        | No hi participà             | No hi participà             | No hi participà             | No hi participà             | No hi participà             | No hi participà             | No hi participà             | No hi participà             |
| 1990                        | No hi participà             | No hi participà             | No hi participà             | No hi participà             | No hi participà             | No hi participà             | No hi participà             | No hi participà             |
| 1994                        | No es classificà            | No es classificà            | No es classificà            | No es classificà            | No es classificà            | No es classificà            | No es classificà            | No es classificà            |
| 1998                        | No es classificà            | No es classificà            | No es classificà            | No es classificà            | No es classificà            | No es classificà            | No es classificà            | No es classificà            |
| 2002                        | No es classificà            | No es classificà            | No es classificà            | No es classificà            | No es classificà            | No es classificà            | No es classificà            | No es classificà            |
| 2006                        | No es classificà            | No es classificà            | No es classificà            | No es classificà            | No es classificà            | No es classificà            | No es classificà            | No es classificà            |
| 2010                        | No es classificà            | No es classificà            | No es classificà            | No es classificà            | No es classificà            | No es classificà            | No es classificà            | No es classificà            |
| 2014                        | No es classificà            | No es classificà            | No es classificà            | No es classificà            | No es classificà            | No es classificà            | No es classificà            | No es classificà            |
| 2018                        | No es classificà            | No es classificà            | No es classificà            | No es classificà            | No es classificà            | No es classificà            | No es classificà            | No es classificà            |
| 2022                        | No es classificà            | No es classificà            | No es classificà            | No es classificà            | No es classificà            | No es classificà            | No es classificà            | No es classificà            |
| 2026                        | Pendent                     | Pendent                     | Pendent                     | Pendent                     | Pendent                     | Pendent                     | Pendent                     | Pendent                     |
| 2030                        | Pendent                     | Pendent                     | Pendent                     | Pendent                     | Pendent                     | Pendent                     | Pendent                     | Pendent                     |
| 2034                        | Pendent                     | Pendent                     | Pendent                     | Pendent                     | Pendent                     | Pendent                     | Pendent                     | Pendent                     |
| Total                       |                             |                             | 0                           | 0                           | 0                           | 0                           | 0                           | 0                           |

## Campionat de la CONCACAF / Copa d'Or de la CONCACAF
| Copa d'Or de la CONCACAF | Copa d'Or de la CONCACAF | Copa d'Or de la CONCACAF | Copa d'Or de la CONCACAF | Copa d'Or de la CONCACAF | Copa d'Or de la CONCACAF | Copa d'Or de la CONCACAF | Copa d'Or de la CONCACAF | Copa d'Or de la CONCACAF |
| Edició                   | Posició                  | PJ                       | PG                       | PE                       | PP                       | GF                       | GC                       |                          |
| ------------------------ | ------------------------ | ------------------------ | ------------------------ | ------------------------ | ------------------------ | ------------------------ | ------------------------ | ------------------------ |
| 1963                     | Ronda 1                  | 4                        | 0                        | 0                        | 4                        | 2                        | 15                       |                          |
| 1965                     | No es classificà         | No es classificà         | No es classificà         | No es classificà         | No es classificà         | No es classificà         | No es classificà         |                          |
| 1967                     | Sisè                     | 5                        | 0                        | 1                        | 4                        | 3                        | 12                       |                          |
| 1969                     | No hi participà          | No hi participà          | No hi participà          | No hi participà          | No hi participà          | No hi participà          | No hi participà          |                          |
| 1971                     | No es classificà         | No es classificà         | No es classificà         | No es classificà         | No es classificà         | No es classificà         | No es classificà         |                          |
| 1973                     | No es classificà         | No es classificà         | No es classificà         | No es classificà         | No es classificà         | No es classificà         | No es classificà         |                          |
| 1977                     | No hi participà          | No hi participà          | No hi participà          | No hi participà          | No hi participà          | No hi participà          | No hi participà          |                          |
| 1981                     | No hi participà          | No hi participà          | No hi participà          | No hi participà          | No hi participà          | No hi participà          | No hi participà          |                          |
| 1985                     | No hi participà          | No hi participà          | No hi participà          | No hi participà          | No hi participà          | No hi participà          | No hi participà          |                          |
| 1989                     | No hi participà          | No hi participà          | No hi participà          | No hi participà          | No hi participà          | No hi participà          | No hi participà          |                          |
| 1991                     | No es classificà         | No es classificà         | No es classificà         | No es classificà         | No es classificà         | No es classificà         | No es classificà         |                          |
| 1993                     | No es classificà         | No es classificà         | No es classificà         | No es classificà         | No es classificà         | No es classificà         | No es classificà         |                          |
| 1996                     | No es classificà         | No es classificà         | No es classificà         | No es classificà         | No es classificà         | No es classificà         | No es classificà         |                          |
| 1998                     | No es classificà         | No es classificà         | No es classificà         | No es classificà         | No es classificà         | No es classificà         | No es classificà         |                          |
| 2000                     | No es classificà         | No es classificà         | No es classificà         | No es classificà         | No es classificà         | No es classificà         | No es classificà         |                          |
| 2002                     | No es classificà         | No es classificà         | No es classificà         | No es classificà         | No es classificà         | No es classificà         | No es classificà         |                          |
| 2003                     | No es classificà         | No es classificà         | No es classificà         | No es classificà         | No es classificà         | No es classificà         | No es classificà         |                          |
| 2005                     | No es classificà         | No es classificà         | No es classificà         | No es classificà         | No es classificà         | No es classificà         | No es classificà         |                          |
| 2007                     | No es classificà         | No es classificà         | No es classificà         | No es classificà         | No es classificà         | No es classificà         | No es classificà         |                          |
| 2009                     | Ronda 1                  | 3                        | 0                        | 0                        | 3                        | 0                        | 8                        |                          |
| 2011                     | No es classificà         | No es classificà         | No es classificà         | No es classificà         | No es classificà         | No es classificà         | No es classificà         |                          |
| 2013                     | No es classificà         | No es classificà         | No es classificà         | No es classificà         | No es classificà         | No es classificà         | No es classificà         |                          |
| 2015                     | No es classificà         | No es classificà         | No es classificà         | No es classificà         | No es classificà         | No es classificà         | No es classificà         |                          |
| 2017                     | Fase de grups            | 3                        | 0                        | 0                        | 3                        | 1                        | 7                        |                          |
| 2019                     | Classificat              | 0                        | 0                        | 0                        | 0                        | 0                        | 0                        |                          |
| Total                    | 5/25                     | 15                       | 0                        | 1                        | 14                       | 6                        | 42                       |                          |

## Copa Centreamericana
| Edició | Posició          | PJ | PG | PE | PP | GF | GC  |
| ------ | ---------------- | -- | -- | -- | -- | -- | --- |
| 1991   | Ronda preliminar | 2  | 0  | 0  | 2  | 2  | 5   |
| 1993   | Ronda preliminar | 2  | 0  | 0  | 2  | 0  | 8   |
| 1995   | Ronda preliminar | 2  | 0  | 0  | 2  | 0  | 7   |
| 1997   | Primera ronda    | 2  | 0  | 0  | 2  | 2  | 11  |
| 1999   | Primera ronda    | 2  | 0  | 0  | 2  | 0  | 2   |
| 2001   | Primera ronda    | 3  | 0  | 0  | 3  | 2  | 19  |
| 2003   | 6a posició       | 5  | 1  | 0  | 4  | 1  | 11  |
| 2005   | 5a posició       | 3  | 1  | 0  | 2  | 2  | 9   |
| 2007   | 6a posició       | 4  | 1  | 0  | 3  | 6  | 14  |
| 2009   | 5a posició       | 4  | 1  | 2  | 1  | 5  | 6   |
| 2011   | 6a posició       | 4  | 0  | 1  | 3  | 2  | 7   |
| 2013   | 7a posició       | 3  | 0  | 1  | 2  | 2  | 5   |
| 2014   | 6a posició       | 3  | 0  | 0  | 3  | 0  | 6   |
| 2017   | 5a posició       | 5  | 1  | 1  | 3  | 5  | 6   |
| Total  | 5a posició       | 44 | 5  | 5  | 34 | 29 | 116 |

## Jocs Centreamericans i del Carib
- 1930 – No es classificà
- 1935 – No es classificà
- 1938 – No es classificà
- 1946 – No es classificà
- 1950 – Fase de grups
- 1954 – No es classificà
- 1959 – No es classificà
- 1962 – No es classificà
- 1966 – No es classificà
- 1970 – Fase de grups
- 1974 – Quarts de final
- 1978 – Fase de grups
- 1982 – Fase de grups
- 1986 – No es classificà
- 1990 – No es classificà
- 1993 – No es classificà
- 1998 – Quarts de final
- 2002 –Quarts de final
- 2006 – No es classificà
- 2010 – No es classificà
- 2014– No es classificà
- 2018– No es classificà

## Campionat de la CCCF
| Edició | Posició         | PJ              | PG              | PE              | PP              | GF              | GC              |
| ------ | --------------- | --------------- | --------------- | --------------- | --------------- | --------------- | --------------- |
| 1941   | 5a posició      | 4               | 0               | 0               | 4               | 5               | 29              |
| 1943   | 4a posició      | 6               | 0               | 0               | 6               | 7               | 39              |
| 1946   | 6a posició      | 5               | 1               | 0               | 4               | 5               | 31              |
| 1948   | No hi participà | No hi participà | No hi participà | No hi participà | No hi participà | No hi participà | No hi participà |
| 1951   | 3a posició      | 4               | 0               | 0               | 4               | 4               | 22              |
| 1953   | 6a posició      | 6               | 1               | 0               | 5               | 4               | 18              |
| 1955   | No hi participà | No hi participà | No hi participà | No hi participà | No hi participà | No hi participà | No hi participà |
| 1957   | No hi participà | No hi participà | No hi participà | No hi participà | No hi participà | No hi participà | No hi participà |
| 1960   | No hi participà | No hi participà | No hi participà | No hi participà | No hi participà | No hi participà | No hi participà |
| 1961   | 9a posició      | 3               | 0               | 0               | 3               | 3               | 18              |
| Total  | 6/10            | 28              | 2               | 0               | 26              | 28              | 157             |

## Jocs Pan-americans
- 1951 a 1971 – No hi participà
- 1975 – Ronda 1
- 1979 a 1987 – No hi participà
- 1991 – Round 1
- 1995 a 2015 – No es classificà

## Jocs Centreamericans
- 1973 –  Medalla de plata
- 1977 –  Medalla de bronze
- 1986 –  Medalla de bronze
- 1990 –  Medalla de bronze
- 1994 – Ronda 1
- 1997 – Round 1
- 2001 – Round 1
- 2013 – Round 1
- 2017 – 4a posició

## Jugadors
| #  | Jugador          | Anys      | Partits |
| -- | ---------------- | --------- | ------- |
| 1  | Josué Quijano    | 2011—     | 54 (1)  |
| 2  | David Solórzano  | 1999–2014 | 49 (0)  |
| =  | Juan Barrera     | 2009—     | 49 (17) |
| 4  | Manuel Rosas     | 2013—     | 40 (2)  |
| 5  | Carlos Alonso    | 1999–2011 | 37 (0)  |
| 6  | Marlon López     | 2014—     | 34 (0)  |
| 7  | Denis Espinoza   | 2004–2013 | 33 (1)  |
| 8  | Elvis Pinel      | 2011–2017 | 30 (1)  |
| =  | Carlos Chavarría | 2013–     | 30 (7)  |
| 10 | Samuel Wilson    | 2001–2013 | 29 (4)  |

| # | Jugador          | Gols | Anys      |
| - | ---------------- | ---- | --------- |
| 1 | Juan Barrera     | 17   | 2009–     |
| 2 | Emilio Palacios  | 11   | 2001–2009 |
| 3 | Raúl Leguías     | 7    | 2011–2016 |
| = | Carlos Chavarría | 7    | 2013–     |
| 5 | Samuel Wilson    | 4    | 2001–2013 |
| = | Rudel Calero     | 4    | 2001–2011 |
| = | Luis Galeano     | 4    | 2015–     |
| = | Jaime Moreno     | 4    | 2016–     |
| 9 | Luis Copete      | 3    | 2014–     |
| = | Daniel Cadena    | 3    | 2014–     |

Nota: Jugadors en negreta encara estan en actiu.
Data: 26 de març, 2019

## Entrenadors
| Nom                          | País           | De   | A       |
| ---------------------------- | -------------- | ---- | ------- |
| Octavio Edmundo Salas Urbina | Nicaragua      | 1941 | 1943    |
| Eduardo Kosovic 'Edy'        | Hongria        | 1943 | N/A     |
| Santiago Bonilla             | Costa Rica     | 1952 | 1953    |
| Francisc Mészáros            | Hongria        | 1961 | 1961    |
| Carlos Ruiz                  | Nicaragua      | 1961 | 1962    |
| Santiago Berrini             | Argentina      | 1965 | 1967    |
| Livio Bendaña Espinoza       | Nicaragua      | 1967 | 1969    |
| Omar Muraco                  | Argentina      | 1969 | 1970    |
| Salvador Dubois Leiva        | Nicaragua      | 1977 | 1977    |
| Jan Fulop                    | Txecoslovàquia | 1985 | 1986    |
| Salvador Dubois Leiva        | Nicaragua      | 1991 | 1992    |
| Mauricio Cruz Jirón          | Nicaragua      | 1993 | 2001    |
| Florencio Leiva              | Nicaragua      | 2001 | 2002    |
| Maurizio Battistini          | Itàlia         | 2003 | 2004    |
| Marcelo Javier Zuleta        | Argentina      | 2005 | 2005    |
| Carlos De Toro               | Argentina      | 2007 | 2008    |
| Mauricio Cruz Jirón          | Nicaragua      | 2008 | 2008    |
| Ramón Otoniel Olivas         | Nicaragua      | 2008 | 2009    |
| Enrique Llena                | Espanya        | 2010 | 2014    |
| Javier Londono               | Colòmbia       | 2014 | 2014    |
| Henry Duarte                 | Costa Rica     | 2014 | Present |